# 野呂景義
野呂 景義（のろ かげよし、1854年10月17日（嘉永7年8月26日） - 1923年（大正12年）9月8日）は日本の冶金学者、東京帝国大学の教授。日本が近代製鉄所を導入・建設するに際して技術指導を行い、日本鉄鋼協会の初代会長を務めた。「日本の冶金学の父」と呼ばれる。

## 教育
野呂景義は名古屋・橦木町に生まれた。愛知英語学校を経て、開成学校で学んだ後、1882年東京帝国大学理学部採鉱冶金学科を卒業した。大学卒業後は母校の助教授となり、ドイツ人の採鉱冶金教授のクルト・ネットーの下で学生を指導する傍ら、冶金学の研究を続けた。1891年、日本初の工学博士号を文部省より授与されている。
1885年から1889年にかけてヨーロッパへ留学し、初めイギリスのロンドン大学で機械工学や電気工学を学び、次にドイツのフライベルク鉱山大学（独: Bergakademie Freiberg、ネットーの母校）で鉄の冶金学を学んだ。帰国後の1889年に東京帝国大学工科大学の教授に就任して、日本の初期の鉄鋼業界で活躍することになる今泉嘉一郎などの技術者を育てた。

## 鉄鋼業界指導
野呂は農商務省の技師を兼ね、松方正義、榎本武揚に協力して、官営製鉄所建設計画や製鉄工業化試験に尽力したが、東京市水道鉄管事件に巻き込まれて、1896年以降は一切の公職を辞している。
1880年に岩手県で官営の釜石製鉄所が操業を開始したが、木炭不足や技術力不足などを原因として約2年で閉鎖。その後、民間より田中長兵衛が再建に手を挙げて番頭格の横山久太郎を釜石に派遣。苦難の末、銑鉄の生産に成功すると、1887年に釜石鉱山田中製鉄所を設立した。1894年には野呂が顧問として迎えられ、日本初のコークス炉を利用した銑鉄生産に成功している。
1895年製鉄事業調査会が発足し、牧野毅などと共に調査委員に任命されたが、国は早急な計画で本格的な製鉄所の開始を期待したが、野呂は地道な技術による開発を主張したため、調査会からは追い出された。
1901年2月に官営八幡製鉄所がドイツ技術で創業を開始したが、その第1高炉の火入れの結果は惨憺たるもので、翌々年4月にコークス炉の完成を待っての第2の火入れも17日で停止せざるを得ない有様であった。野呂が呼び出されて、様々な調査と改良が行なわれて、1904年7月に第3の火入れが行なわれて、第1高炉は1910年6月まで連続稼働し、2140日に亘って出銑を続けた。
野呂は1922年3月以来の肺炎の予後で病床にあったが、1923年9月1日の関東大震災で芝・烏森にあった日本鉄鋼協会の会館が壊滅した悲報に接する中、数日後の9月8日に永眠した。

## 鉄鋼協会などの設立
1890年、愛知教育博物館の設立義援金に応じている。
1915年、日本鉄鋼協会を設立して、初代会長に選ばれている。同協会は功労者を毎10年毎に表彰してきたが、創立60周年時（1975年）に「野呂賞」と名付け毎年表彰することを決定している。

## 参照
- 経済産業省広報DVD『はじめての近代化産業遺産』（2008年） - 白仁裕介が工学博士・野呂景義の役を演じている。